# 客運港站
客運港站（日语：／ Port Terminal eki */?）位於兵庫縣神戶市中央區新港町新港第4突堤，是神戶新交通港灣人工島線的鐵路車站。車站編號為P03。

## 歷史
- 1981年（昭和56年）2月5日：港灣人工島線開業，本站隨之開業[1]。
- 1995年（平成7年）
  - 1月17日：由於阪神大地震發生，全線暫停營業。
  - 7月31日：三宮站 - 中公園站間復駛。
- 2004年（平成16年）11月20日、21日：由於延伸至神戶機場的工程施工，全線暫停營業。
- 2005年（平成17年）9月10日、11日：由於延伸至神戶機場的工程施工，全線暫停營業。
- 2006年（平成18年）2月2日：快速列車開始運行，但不停靠本站(現已廢止快速列車)。
- 2016年（平成28年）3月18日：站內設置電梯及多功能廁所。

## 車站構造
島式月台1面2線的高架車站。
車站2樓為大廳，3樓為月台。站內設有電梯、電扶梯及多功能廁所。走出驗票口後可直接通到神戶客運港與神戶大橋。
| 月台 | 路線          | 目的地               |
| ---- | ------------- | -------------------- |
| 1    | ■港灣人工島線 | 往 神戶機場 / 北埠頭 |
| 2    | ■港灣人工島線 | 往 三宮              |

## 使用狀況
2019年度的1日平均上車人次為418人，在神戶新交通的車站中排名第18，港灣人工島線的車站中排名第12，是全線最少。
1989年（平成元年）以來年度別1日平均上車人次統計如下表。
| 年度               | 1日平均 上車人次 |
| ------------------ | ---------------- |
| 1989年（平成元年） | 400              |
| 1990年（平成02年） | 370              |
| 1991年（平成03年） | 978              |
| 1992年（平成04年） | 978              |
| 1993年（平成05年） | 381              |
| 1994年（平成06年） | 368              |
| 1995年（平成07年） | 290              |
| 1996年（平成08年） | 197              |
| 1997年（平成09年） | 173              |
| 1998年（平成10年） | 158              |
| 1999年（平成11年） | 151              |
| 2000年（平成12年） | 153              |
| 2001年（平成13年） | 249              |
| 2002年（平成14年） | 238              |
| 2003年（平成15年） | 238              |
| 2004年（平成16年） | 236              |
| 2005年（平成17年） | 240              |
| 2006年（平成18年） | 290              |
| 2007年（平成19年） | 249              |
| 2008年（平成20年） | 249              |
| 2009年（平成21年） | 227              |
| 2010年（平成22年） | 233              |
| 2011年（平成23年） | 241              |
| 2012年（平成24年） | 284              |
| 2013年（平成25年） | 315              |
| 2014年（平成26年） | 351              |
| 2015年（平成27年） | 328              |
| 2016年（平成28年） | 441              |
| 2017年（平成29年） | 447              |
| 2018年（平成30年） | 414              |
| 2019年（令和元年） | 418              |

## 車站周邊
- 神戶客運港（日语：神戸ポートターミナル）
- 神戶大橋
- 神戶稅關
- 神戶三宮渡船航站（日语：神戸三宮フェリーターミナル）
- 港島北公園
  - 港異人館

## 相鄰車站
神戶新交通
港灣人工島線
貿易中心（P02）－客運港（P03）－中公園（P04）

## 外部連結
- 客運港站（页面存档备份，存于） - 神戶新交通